# Karlströms bruk
Karlströms bruk är ett före detta stångjärnsbruk i Kristbergs socken, Aska härad, Motala kommun, Östergötlands län.

## Carl Larsson Sparre och Gabriel Bergenstråhle
Bruket (privilegierat 1682) grundades av generalen och friherren Carl Sparre (även benämnd Carl Larsson Sparre) på Ulvåsa. Sparre hade dessförinnan anlagt Graninge bruk i Ångermanland (privilegierat 1673). Åren 1705–1729 ägdes Karlströms bruk av dess tidigare förvaltare och arrendator Gabriel Wetterberg, 1719 adlad Bergenstråhle. Gabriel Bergenstråhle är främst känd för att ha bekostat de vackra takmålningar som under 1720-talet tillkom i Kristbergs kyrka.

## Brukets övriga ägare
Bland brukets övriga ägare märks i tur och ordning Görvel Sparre (Carl Sparres dotter; ägare 20 september 1699–15 december 1705), Christina Catharina Anckarfjell (änka efter Gabriel Bergenstråhle), Nils Bergenstråhle på Nordsjö och Carl Henrik Bergenstråhle på Karlsby (söner till Gabriel Bergenstråhle), Carl Otto Bergenstråhle på Nordsjö (son till Nils Bergenstråhle), Johan Carl Victorin på Kvarn, Peter Carl af Burén på Karlsby (före adlandet 1814 till af Burén Peter Carl Burén), Anders Jacob Busck på Karlsby, Charlotta Chatarina Ekholm-Busck på Karlsby (änka efter föregående), Nils Fredrik Tisell på Hättorp samt därefter hans son Thure Tisell på Karlsby och Hättorp. Siste private ägaren av Karlströms bruk var vice häradshövdingen Walfrid Enblom på Karlsby. År 1900 övertogs Karlsby med Karlströms bruk av staten (Domänverket).

## Karlströms övre och nedre bruk
Peter Carl Burén anlade 1805 vid Kvarngården "Karlströms nedre bruk" (privilegium 1804), som bland annat innefattade ett järnmanufakturverk. I likhet med det "övre bruket" var det beläget längs Finspångsåns sträckning mellan sjöarna Stora Vänstern och Stråken. Vid 1870-talets slut utgjordes Karlströms bruk ("övre bruket") av två härdar för Franche-Comté-smide, två räckhamrar och en smälthammare. Vid det nedre bruket anlades en grepfabrik.
Strax nedströms det övre bruket fanns också en kvarn och ett mindre sågverk, Karlströms kvarn och Karlströms såg, båda drivna med vattenkraft. Sågen hade flera föregångare. Sommaren 1674 lät Carl Sparre anlägga en såg på denna plats. Enligt Aska häradsrätts protokoll 1649 hade det långt tidigare här funnits en såg.
Vid början av 1800-talet kunde värdet av hamrarna och de andra de industriella anläggningarna vid det övre och nedre bruket till och med mäta sig med dem längs Motala ström mellan Vättern och Boren i Motala socken.
Till bruksmiljön hörde också en skola, Karlströms skola, uppförd 1859. Sedan den nya skolan i Karlsby blivit färdig sommaren 1955 lades Karlströms skola ned.
Vid Karlströms bruk bildades 1892 Föreningen Egna Hem, som 1893 fick sitt säte i Motala.
I Jernkontorets bildsamling finns en pennteckning av Rudolf S. Enblom föreställande hammarsmedjan vid Karlströms bruk omkring 1890.

## Tackjärn från Lerbäcks och Nora bergslager
Tackjärnet köptes från Nora bergslag och fraktades via Vättern och Göta kanal till sjön Boren där det omlastades vid Hultorps brygga i Kristberg för vidare färd upp till bruket. Till en början försågs bruket med tackjärn från Lerbäcks bergslag i Närke. Under 1600-talets slut fanns även en masugn (privilegierad 1684), men den lades ned redan 1693 på grund av malmbrist.

## Smedsläkter med anknytning till Karlström
Smedsläkten Carlberg härstammar från Karlströms bruk (tidigare stavning Carlströms bruk) som också givit släkten dess namn. Exempel på andra smedsläkter med anknytning till Karlström är Bergling, Bock, Bonnevier, Bruhn, Falleij, Hane, Hellgren, Lilja, Rockström, Rubb (Robert), Swartling, Toll och Qvarfordt.

## Karlströms bruk idag
Bruksmiljön innefattar idag bland annat tre huslängor med före detta smedbostäder från 1800-talet, den tidigare handsmedjan och några andra ekonomibyggnader samt lämningar av hammarsmedjan (fast fornlämning) liksom av kolhuset (i närheten av bruksdammen) och av kvarnen och sågen. I ån finns vintertid strömstare. Landsvägen (länsväg E 1097), som korsar den med gräs bevuxna "bruksgatan", är kantad av en allé.

## Namnet
Karlströms bruk är uppkallat efter grundaren Carl Sparre på Ulvåsa.